# Spilogona semiargentata
Spilogona semiargentata är en tvåvingeart som beskrevs av Villeneuve 1916. Spilogona semiargentata ingår i släktet Spilogona och familjen husflugor. Inga underarter finns listade i Catalogue of Life.